# Cellepora adriatica
Cellepora adriatica is een mosdiertjessoort uit de familie van de Celleporidae. De wetenschappelijke naam van de soort is voor het eerst geldig gepubliceerd in 2002 door Hayward & McKinney.